# ゲンナジー・ゴロフキン 対 サウル・アルバレス第2戦
ゲンナジー・ゴロフキン 対 サウル・アルバレス第2戦（ゲンナジー・ゴロフキン たい サウル・アルバレスたい2せん）は、2018年9月15日にアメリカ合衆国ネバダ州ラスベガスのT-モバイル・アリーナで開催されたプロボクシングの試合。WBAスーパー・WBC世界ミドル級王者のゴロフキンと世界2階級制覇王者のアルバレスが行う世界タイトルマッチ。この試合はHBOがペイ・パー・ビューでの生放送され試合から2週間後にHBOが2018年内での打ち切りを発表した為、HBOが放送する最後のペイ・パー・ビューとなった（販売価格は85ドル）。

## 試合までの経緯

### 第1戦からアルバレスのドーピング違反とゴロフキンの王座防衛まで
2017年9月16日にゲンナジー・ゴロフキン 対 サウル・アルバレス戦が行われWBC王座が懸けられることをアルバレスが再び拒否したためアルバレスが勝てばWBC王座が空位となり、ゴロフキンが勝てばWBAスーパー王座、WBC王座、IBF王座並びにIBO王座の防衛となる条件で試合は行われ、12回1-1（115-113、110-118、114-114）の引分となり、ゴロフキンがWBA王座の18度目、WBC王座の7度目、IBO王座の16度目並びにIBF王座の4度目の防衛に成功した。引分で王座防衛に成功する形にはなったが、現地のボクシングメディアや関係者のほとんどがゴロフキンの勝利と採点し、HBOがSNSで実施した投票でもゴロフキン勝利が75％の圧倒的支持を集める（アルバレス勝利は15％、引分が10％）疑惑の判定となった。この試合でゴロフキンは300万ドル（約3億3千万円）、アルバレスは500万ドル（約5億6千万円）のファイトマネーを稼ぎ、PPVの歩合収益等の興行収入を加えてゴロフキンは2000万ドル（約22億円）、アルバレスは4200万ドル（約47億円）を稼いだ。
2018年1月29日、ゴールデンボーイ・プロモーションズは同年5月5日にゲンナジー・ゴロフキンとサウル・アルバレスの再戦が決定したことを発表した。同年3月5日、アルバレスとゴロフキンが合意して自主的に要請したVADAによる抜き打ちの薬物検査で、メキシコのグアダラハラでサウル・アルバレスから2月17日と20日に採取した尿サンプルに禁止薬物のクレンブテロールに対する陽性反応が出たことをゴールデンボーイ・プロモーションズが公表した。アルバレスはクレンブテロールに汚染された肉を食べたのが陽性反応の原因だと主張した。同年3月21日、ゴロフキンは汚染された肉を食べたとするアルバレスの主張を真っ向から否定して、「原因はメキシコの肉ではない。カネロ本人、チーム、そしてプロモーションが原因だ」「カネロは不正を働いている。薬物を使用しているが、みんな見て見ぬふりをしている」「最初の試合の前から、彼がクリーンではないことを知っていた」「筋肉が肥大していたのはとても明らかだった、注射の跡もあった」とアルバレスを激しく非難、そしてネバダ州アスレチック・コミッションを「テロリスト」と呼び、「カネロはあらゆるものから援助を得られる事と、コメンテーター、コミッション、ドーピング・コミッション、そしてボクシング統括団体の会長から罰せられないで済む事を証明したんだ」とアルバレスに何も処分が下されないことに怒りをあらわにした。同年3月23日、ネバダ州アスレチック・コミッションはアルバレスに聴聞会が開かれる4月18日まで一時的な資格停止処分を科した。同年4月3日、ゴールデンボーイ・プロモーションズはアルバレスと会見を開き、汚染された肉を食べたのが陽性反応の原因とするこれまでの主張を繰り返しつつも、5月5日のゴロフキン戦から撤退することを発表。これによりゴロフキンとの再戦は中止されることになった。同年4月18日、ネバダ州アスレチック・コミッションでアルバレスは欠席したが聴聞会が開かれ、アルバレスに6カ月間（8月17日まで）の資格停止処分が科せられた。
2018年4月18日、ゴロフキンのプロモーターのトム・ローファーが5月5日に行われる次戦でゴロフキンの対戦相手の候補に挙がっているバネス・マーティロスヤンとハイメ・ムンギアの2人と交渉をし一時ムンギアに決まりかかっていたが、同年4月7日、ネバダ州アスレチック・コミッションがムンギアがミドル級で試合をやっていないことを理由に認可をせず、ゴロフキンとの対戦が立ち消えとなり、最終的にマーティロスヤンとの対戦が決まった。同年4月20日、IBFの指名挑戦者セルゲイ・デレフヤンチェンコの陣営が指名試合を行うようゴロフキンに要求するが、ゴロフキンはビッグビジネスにならないデレビャンチェンコとの指名試合には興味を示さず、アルバレスの資格停止処分が終わる9月15日の再戦交渉を優先させるために、ゴロフキン陣営は2万ドルをIBFに支払い特例を要求できる権利を行使して、IBFに特例でIBF王座を剥奪されずに5月5日にバネス・マーティロスヤンと対戦できるよう要求した。
2018年4月25日、デレフヤンチェンコの弁護士がゴロフキンの特例に反対する意見書をIBFに提出した。
2018年4月27日、IBFは特例でマーティロスヤン戦を承認する代わりに、ゴロフキンvsマーティロスヤンは5月5日までに行わなければならない、その試合前までにゴロフキンはマーティロスヤン戦から90日以内にセルゲイ・デレフヤンチェンコとIBFの指名試合で対戦すると文書で同意しなければならない等のゴロフキンに対する条件を決定した。
2018年4月30日、ゴロフキン陣営が90日以内にデレフヤンチェンコと対戦するという条件に異議申し立てをしたため、IBFは5月22日に両陣営を招集して聴聞会を開くことを決定した。
2018年5月5日、カリフォルニア州カーソンのスタブハブ・センター・テニスコートにてゴロフキンが1階級下のWBC世界スーパーウェルター級1位でWBA世界ミドル級12位のバネス・マーティロスヤンと対戦。IBFはゴロフキンが次の試合で指名挑戦者のセルゲイ・デレフヤンチェンコと対戦することを条件にマーティロスヤン戦を特例で承認したが、マーティロスヤンはミドル級で実績がない1階級下のスーパーウェルター級の選手であり、2年前にスーパーウェルター級の試合で負けてから1度も試合を行っていなかったことを理由に、この試合にIBF王座が懸けられることは拒否した。その為、IBF王座は懸けられずに、WBAとWBC王座のみが懸けられて試合が行われ、2回1分53秒KO勝ちを収めWBA王座は19度目、WBC王座は8度目に成功し、WBCがこの試合のために特別に作成したマヤ王座の獲得にも成功した。この試合でゴロフキンは100万ドル（1億1千万円）、マーティロスヤンは22万5千ドル（2500万円）のファイトマネーを稼ぎ、HBOが放送した試合の平均視聴者数は124万人を記録した。

### ゴロフキンのIBF王座剥奪と第2戦決定から試合まで
2018年6月6日、IBFはデレフヤンチェンコとの指名戦が合意されなかったとしてゴロフキンの王座を剥奪した。
2018年6月13日、アルバレスとゴロフキンが9月15日に再戦することで合意したことをデ・ラ・ホーヤがツイッターで発表した。ファイトマネーの配分で交渉が紛糾し、この日に設定されていた最終交渉時間までに交渉が締結せず、一旦は決裂するも、時間を延長して行われた粘り強い交渉により最終的に合意に達した。
2018年9月14日、T-モバイル・アリーナに9000人を動員して前日計量が行われゴロフキンが159.6ポンド、アルバレスが159.4ポンドでパスした。
2018年9月15日、T-モバイル・アリーナでWBAスーパー・WBC・IBO世界ミドル級タイトルマッチ及びリングマガジン認定王座決定戦が行われ、12回2-0（115-113×2、114-114）の判定勝ちを収めアルバレスがWBC王座への返り咲き、WBAスーパー王座の獲得、IBO王座の獲得並びにリングマガジン王座、WBCがこの試合のために特別に作成したチアパネック王座の獲得に成功した。しかし、現地のボクシングメディアや関係者の多くがゴロフキンの勝利（ゴロフキン勝利が40人、引き分けが17人、アルバレス勝利が2人）と採点し、HBOがSNSで実施した投票でもゴロフキン勝利が62％の圧倒的支持を集めた（アルバレス勝利は28％、引き分けが10％）。

## 対戦カード
^Note 1 リングマガジン世界ミドル級王座決定戦・WBA・WBC・IBO世界ミドル級タイトルマッチ
^Note 2 WBO世界スーパーウェルター級タイトルマッチ
^Note 3 WBA世界ミドル級挑戦者決定戦

### 採点表
| 王座：WBAスーパー・WBC・IBO・世界ミドル級タイトルマッチ リングマガジン世界ミドル級王座決定戦 | 王座：WBAスーパー・WBC・IBO・世界ミドル級タイトルマッチ リングマガジン世界ミドル級王座決定戦 | 王座：WBAスーパー・WBC・IBO・世界ミドル級タイトルマッチ リングマガジン世界ミドル級王座決定戦 | 王座：WBAスーパー・WBC・IBO・世界ミドル級タイトルマッチ リングマガジン世界ミドル級王座決定戦 | 王座：WBAスーパー・WBC・IBO・世界ミドル級タイトルマッチ リングマガジン世界ミドル級王座決定戦 |                                                | 主審：ベンジー・エステベス・ジュニア           | 主審：ベンジー・エステベス・ジュニア           | 主審：ベンジー・エステベス・ジュニア           | 主審：ベンジー・エステベス・ジュニア           | 主審：ベンジー・エステベス・ジュニア                        |                                                             | 立会人：マリアナ・ボリソヴァ（WBA:ブルガリア,国際コーディネーター） マウリシオ・スレイマン（WBC:メキシコ,WBC会長） ホルヘ・アロンソ（IBO:アメリカ,副会長付中南米ディレクター） | 立会人：マリアナ・ボリソヴァ（WBA:ブルガリア,国際コーディネーター） マウリシオ・スレイマン（WBC:メキシコ,WBC会長） ホルヘ・アロンソ（IBO:アメリカ,副会長付中南米ディレクター） | 立会人：マリアナ・ボリソヴァ（WBA:ブルガリア,国際コーディネーター） マウリシオ・スレイマン（WBC:メキシコ,WBC会長） ホルヘ・アロンソ（IBO:アメリカ,副会長付中南米ディレクター） | 立会人：マリアナ・ボリソヴァ（WBA:ブルガリア,国際コーディネーター） マウリシオ・スレイマン（WBC:メキシコ,WBC会長） ホルヘ・アロンソ（IBO:アメリカ,副会長付中南米ディレクター） | 立会人：マリアナ・ボリソヴァ（WBA:ブルガリア,国際コーディネーター） マウリシオ・スレイマン（WBC:メキシコ,WBC会長） ホルヘ・アロンソ（IBO:アメリカ,副会長付中南米ディレクター） |
| 開催日：2018年9月15日                                                                        | 開催日：2018年9月15日                                                                        | 開催日：2018年9月15日                                                                        | 開催日：2018年9月15日                                                                        | 開催日：2018年9月15日                                                                        | 会場：ネバダ州ラスベガス・T-モバイル・アリーナ | 会場：ネバダ州ラスベガス・T-モバイル・アリーナ | 会場：ネバダ州ラスベガス・T-モバイル・アリーナ | 会場：ネバダ州ラスベガス・T-モバイル・アリーナ | 会場：ネバダ州ラスベガス・T-モバイル・アリーナ | 主催：ゴールデンボーイ・プロモーションズ K2プロモーションズ | 主催：ゴールデンボーイ・プロモーションズ K2プロモーションズ | 主催：ゴールデンボーイ・プロモーションズ K2プロモーションズ | 主催：ゴールデンボーイ・プロモーションズ K2プロモーションズ | 主催：ゴールデンボーイ・プロモーションズ K2プロモーションズ | | |
| サウル・アルバレス                                                                           | サウル・アルバレス                                                                           | 対                                                                                           | ゲンナジー・ゴロフキン                                                                       | ゲンナジー・ゴロフキン                                                                       | サウル・アルバレス                             | サウル・アルバレス                             | 対                                             | ゲンナジー・ゴロフキン                         | ゲンナジー・ゴロフキン                         | サウル・アルバレス                                          | サウル・アルバレス                                          | 対 | ゲンナジー・ゴロフキン | ゲンナジー・ゴロフキン | | |
| RS                                                                                           | TS                                                                                           | 回                                                                                           | TS                                                                                           | RS                                                                                           | RS                                             | TS                                             | 回                                             | TS                                             | RS                                             | RS                                                          | TS                                                          | 回 | TS | RS | | |
| 9                                                                                            |                                                                                              | 1                                                                                            |                                                                                              | 10                                                                                           |                                                | 9                                              |                                                | 1                                              |                                                | 10                                                          |                                                             | 9 | | 1 | | 10 |
| 10                                                                                           | 19                                                                                           | 2                                                                                            | 19                                                                                           | 9                                                                                            | 10                                             | 19                                             | 2                                              | 19                                             | 9                                              | 10                                                          | 19                                                          | 2 | 19 | 9 | | |
| 10                                                                                           | 29                                                                                           | 3                                                                                            | 28                                                                                           | 9                                                                                            | 10                                             | 29                                             | 3                                              | 28                                             | 9                                              | 10                                                          | 29                                                          | 3 | 28 | 9 | | |
| 9                                                                                            | 38                                                                                           | 4                                                                                            | 38                                                                                           | 10                                                                                           | 9                                              | 38                                             | 4                                              | 38                                             | 10                                             | 9                                                           | 38                                                          | 4 | 38 | 10 | | |
| 10                                                                                           | 48                                                                                           | 5                                                                                            | 47                                                                                           | 9                                                                                            | 10                                             | 48                                             | 5                                              | 47                                             | 9                                              | 10                                                          | 48                                                          | 5 | 47 | 9 | | |
| 10                                                                                           | 58                                                                                           | 6                                                                                            | 56                                                                                           | 9                                                                                            | 10                                             | 58                                             | 6                                              | 56                                             | 9                                              | 10                                                          | 58                                                          | 6 | 56 | 9 | | |
| 10                                                                                           | 68                                                                                           | 7                                                                                            | 65                                                                                           | 9                                                                                            | 9                                              | 67                                             | 7                                              | 66                                             | 10                                             | 10                                                          | 68                                                          | 7 | 65 | 9 | | |
| 10                                                                                           | 78                                                                                           | 8                                                                                            | 74                                                                                           | 9                                                                                            | 10                                             | 77                                             | 8                                              | 75                                             | 9                                              | 9                                                           | 77                                                          | 8 | 75 | 10 | | |
| 9                                                                                            | 87                                                                                           | 9                                                                                            | 84                                                                                           | 10                                                                                           | 10                                             | 87                                             | 9                                              | 84                                             | 9                                              | 10                                                          | 87                                                          | 9 | 84 | 9 | | |
| 9                                                                                            | 96                                                                                           | 10                                                                                           | 94                                                                                           | 10                                                                                           | 9                                              | 96                                             | 10                                             | 94                                             | 10                                             | 9                                                           | 96                                                          | 10 | 94 | 10 | | |
| 9                                                                                            | 105                                                                                          | 11                                                                                           | 104                                                                                          | 10                                                                                           | 9                                              | 105                                            | 11                                             | 104                                            | 10                                             | 9                                                           | 105                                                         | 11 | 104 | 10 | | |
| 9                                                                                            | 114                                                                                          | 12                                                                                           | 114                                                                                          | 10                                                                                           | 10                                             | 115                                            | 12                                             | 113                                            | 9                                              | 10                                                          | 115                                                         | 12 | 113 | 9 | | |
| 計                                                                                           | 114                                                                                          | –                                                                                            | 114                                                                                          | 計                                                                                           |                                                | 計                                             | 115                                            | –                                              | 113                                            | 計                                                          |                                                             | 計 | 115 | – | 113 | 計 |
| 副審：グレン・フェルドマン                                                                   | 副審：グレン・フェルドマン                                                                   | 副審：グレン・フェルドマン                                                                   | 副審：グレン・フェルドマン                                                                   | 副審：グレン・フェルドマン                                                                   | 副審：デーブ・モレッティー                     | 副審：デーブ・モレッティー                     | 副審：デーブ・モレッティー                     | 副審：デーブ・モレッティー                     | 副審：デーブ・モレッティー                     | 副審：スティーブ・ワイスフェルド                            | 副審：スティーブ・ワイスフェルド                            | 副審：スティーブ・ワイスフェルド | 副審：スティーブ・ワイスフェルド | 副審：スティーブ・ワイスフェルド | | |
| 処分：なし                                                                                   | 処分：なし                                                                                   | 処分：なし                                                                                   | 処分：なし                                                                                   | 処分：なし                                                                                   | 減点：なし                                     | 減点：なし                                     | 減点：なし                                     | 減点：なし                                     | 減点：なし                                     | 結果：アルバレスの12回判定勝ち                              | 結果：アルバレスの12回判定勝ち                              | 結果：アルバレスの12回判定勝ち | 結果：アルバレスの12回判定勝ち | 結果：アルバレスの12回判定勝ち | | |